# Pentacoságono
Pentacoságono é um polígono de 25 lados contendo cada face 275 diagonais.

## Ficha técnica
- Diagonais:275
- Soma dos ângulos internos: 2340°
- Soma dos ângulos externos:360°
- Ângulo interno:164,3478260869...°
- Ângulo externo:15,65217391304...°

## 25-gono regular
25-passado normal é uma 25-gon cujos lados têm o mesmo comprimento e cuja cantos internos têm a mesma medida. Há dez, nove estrela (nominal {25/"k"} para "k" de 2 a 12, exceto o 5 e 10) e uma convexo (denotado por {25}). É a partir deste que é quando é dito que 25-gono regular.

A pentacoságono regular convexo.

{25/2}
{25/3}
{25/4}
{25/6}
{25/7}
{25/8}
{25/9}
{25/11}
{25/12}